# Ел Дорадо (Калифорния)
 Тази статия е за едноименния окръг в Калифорния, САЩ.  За митичния град вижте Ел Дорадо.  
Ел Дорадо (на испански: El Dorado) е окръг в Калифорния, Съединените американски щати. Окръжният му център е град Плейсървил.

## География
Има обща площ от 4631 кв. км. (1788 кв. мили). Намира се в Централната калифорнийска долина.

## Население
Окръг Ел Дорадо е с население от 156 299 души (2000).

## История
Ел Дорадо е сред основополагащите окръзи на Калифорния. Основан е през 1850 г., когато Калифорния е приета за щат на САЩ.

## Градове
- Плейсървил
- Саут Лейк Тахо